# Prince (film 1914)
Prince è un cortometraggio muto del 1914 diretto da Charles Giblyn.

## Produzione
Il film fu prodotto dalla Kay-Bee Pictures.

## Distribuzione
Distribuito dalla Mutual, il film - un cortometraggio in due bobine - uscì nelle sale cinematografiche degli Stati Uniti il 2 gennaio 1914.